# Tant que l'herbe est grasse
Tant que l'herbe est grasse is een studioalbum van de Frans muziekgroep Lazuli. Het album is opgenomen in hun eigen geluidsstudio L’Abeille Rode. Het betekende het tweede album in de samenstelling die actief was na de breuk in 2009. Karakteristiek van de band is het jankende geluid van de Léode, een instrument ontworpen voor Claude Leonetti. Het instrument zorgt tevens voor een tweedeling binnen de liefhebbers van de progressieve rock, dat mede terug te voeren is in een ge/verschil binnen de liefhebbers van analoog en digitale muziekinstrumenten.  

## Musici
- Claude Leonetti – léode
- Gédéric Byar – gitaar
- Vincent Barnavol – drumstel, marimba
- Romain Thorel – toetsinstrumenten, hoorn
- Dominique Leonetti – zang, gitaar

Met
- Fish – zang op J’ai trouvé ta faille

## Muziek
Alle teksten en muziek van Dominique Leonetti

| Nr. | Titel                          | Duur |
| --- | ------------------------------ | ---- |
| 1.  | Déraille                       | 4:36 |
| 2.  | Une pente qu’on dévale         | 5:11 |
| 3.  | Homo Sapiens                   | 3:55 |
| 4.  | Prisonnière d’une cellule mâle | 4:56 |
| 5.  | Tristes d’une moitiés          | 3:20 |
| 6.  | L’essence des Odyssées         | 4:34 |
| 7.  | Multicolère                    | 3:30 |
| 8.  | J’ai trouvé ta faille          | 6:21 |
| 9.  | Les courants acsendants        | 6:07 |